# Gahse Zsuzsanna
Gahse Zsuzsanna (született: Vajda Zsuzsanna, írói nevén Zsuzsanna Gahse) (Budapest, 1946. június 27. –) magyar származású svájci író, drámaíró, műfordító.

## Élete
Családja 1956-ban Magyarországról Bécsbe távozott, ő már ott nevelkedett, a gimnáziumot is ott kezdte. Élt Kasselben, majd a középiskola elvégzése után közel 25 évig Stuttgartban, 1998 óta pedig a svájci Müllheimben. 1969-től közöl írásokat, mentora, Helmut Heißenbüttel inspirálására kezdett műfordítással foglalkozni 1978-ban. 1989-től 1993-ig a Tübingeni Egyetem tanára volt, 1996-ban pedig a bambergi Otto Friedrich Egyetem poétikai tanára.
Egy 1996-os, a művészetét összegző írás emlékeztet, hogy Gahsénak nincs regénye: ő elsősorban a rövidprózai műfajok mestere, elsősorban inpressziókat, szubjektív észleléseket rögzít írásaiban. Egymástól elszigetelten álló valóságrészleteket villant fel például a Százegy csendélet (Hundertundein Stille) című írásában, ami jól szemlélteti az írónő irodalmi eljárását: a részletekre intenzív figyelmet fordítva képes a hátteret is megvilágítani.
Gahse fordítóként olyan magyar írókat interpretált, és mélyítette el ismertségüket német nyelvterületen, mint Eörsi István, Nádas Péter, Esterházy Péter vagy Mészöly Miklós, Rakovszky Zsuzsa.

## Művei
- Zero; List, München, 1983 (Poesie und Prosa)
- Berganza. Erzählung; List, München, 1984 (Poesie und Prosa)
- Abendgesellschaft; Piper, München–Zürich, 1986
- Liedrige Stücke; Keicher, Warmbronn, 1987 (Roter Faden)
- Stadt, Land, Fluss. Geschichten; List, München, 1988 (Literatur bei List)
- Einfach eben Edenkoben. Passagen; ill. a szerző; Wieser, Klagenfurt–Salzburg, 1990
- Hundertundein Stilleben. Prosa; Wieser, Klagenfurt–Salzburg, 1991
- Essig und Öl; Europäische, Hamburg, 1992
- Christoph Rütimann. Biennale Venedig 93. Erscheint anlässlich der Ausstellung in der Chiesa San Staë im Rahmen der Biennale Venedig 1993, 1-2.; szöveg Zsuzsanna Gahse, szerk. Bundesamt für Kultur, Bern; Müller, Baden, 1993
- Passepartout. Prosa. Mit Handschrift-Faksimiles; Wieser, Klagenfurt–Salzburg, 1994
- Kellnerroman; ill. a szerző; Europäische, Hamburg, 1996
- Wie geht es dem Text? Bamberger Vorlesungen; Europäische, Hamburg, 1997 (Eva-Taschenbuch)
- Nichts ist wie oder Rosa kehrt nicht zurück. Roman; Europäische, Hamburg, 1999
- Stefana Sabin–Zsuzsanna Gahse–Valentin Braitenberg: Wörter, Wörter, Wörter.; Wallstein, Göttingen, 1999 (Göttinger Sudelblätter)
- Oh, Roman; Korrespondenzen, Wien, 2007
- Den Rhythmus der Zeit einfangen Sośnicka, Dorota. - Würzburg : Königshausen & Neumann, 2008
- Erzählinseln Gahse, Zsuzsanna. - Drezda: Thelem, 2009
- Donauwürfel; Korrespondenzen, Wien, 2010
- Südsudelbuch; Korrespondenzen, Wien, 2012
- Jan, Janka, Sara und ich; Korrespondenzen, Wien, 2015
- Siebenundsiebzig Geschwister; Korrespondenzen, Wien, 2017

### Magyarul
- Átültetve. Meghasonulástörténet; ford. Tandori Dezső, Jelenkor, Pécs, 1996 (Élő irodalom sorozat)

## Fordításai
- Kleine Pornographie Ungarns Esterházy, Péter. - Berlin : Berlin-Verl. Taschenbuch, 2014
- Gombosszeg - Nádas, Péter. - [Neumarkt in der Oberpfalz] : Verlag Thomas Reche, [2014]
- Indirekt Esterházy, Péter. - Berlin : Berlin-Verlag Taschenbuch, 2015

## Díjai
- 2019 Svájci Irodalmi Díj(wd)[9]
- 2017 Werner Bergengruen-díj(wd)
- 2017 Italo Svevo-díj(wd)
- 2010 Johann Heinrich Voß-díj(wd) a fordításért
- 2010 Thurgau kanton kulturális díja
- 2006 Adelbert von Chamisso-díj(wd)
- 2004 Boden-tavi irodalmi díj (Bodensee Literaturpreis)
- 1999 Déry Tibor-díj[10]
- 1993 Zug város díja (Stadtbeobachterin)
- 1990 Stuttgart irodalmi díja (Stuttgarter Literaturpreis)
- 1988 Stipendium in Venedig, Centro Tedesco
- 1987 Stipendium in Edenkoben /Pfalz
- 1986 Wiesbaden város díja (Preis der Stadt Wiesbaden in Klagenfurt)
- 1984 a ZDF szakirodalmi díja (Aspekte Literatur-Preis des ZDF)
- 1983 Baden Württemberg művészeti díja (Kunststiftung Baden Württemberg)